# Joseph Nicholson
Joseph Nicholson (Crompton, 21 januari 1924 – Helmond, 11 april 2006) was een voormalig Engels voetballer en voetbaltrainer. 

## Spelersloopbaan
Joseph Nicholson vocht als Engels soldaat in de Tweede Wereldoorlog en kwam zodoende in januari 1945 in Nederland terecht. In Helmond leerde hij een meisje kennen. Op 16 oktober 1945 trad hij daar op 21-jarige leeftijd in het huwelijk met Maria Ardina van Dalen. Een jaar later keerde hij met zijn echtgenote terug naar zijn geboorteland, maar dat verblijf duurde slechts negen maanden. Zijn echtgenote kreeg heimwee en in 1947 keerde het echtpaar terug naar Helmond. Daar ging Nicholson aanvankelijk voetballen bij SC Helmondia waarmee hij in 1949 de finale van de KNVB Beker haalde. In die wedstrijd (1-1) scoorde Nicholson het enige Helmondse doelpunt, maar verloor uiteindelijk na strafschoppen van Quick Nijmegen. In 1950 stapte de Engelse aanvaller over naar de plaatselijke rivaal Helmond, waar hij ruim 11 jaar in het eerste elftal zou spelen. In 1961 zette hij op 37-jarige leeftijd een punt achter zijn spelersloopbaan.

### Profstatistieken
| Seizoen         | Club            | Competitie       | Competitie | Competitie | Beker | Beker | Overige | Overige | Totaal | Totaal |
| Seizoen         | Club            | Competitie       | Wed.       | Dlp.       | Wed.  | Dlp.  | Wed.    | Dlp.    | Wed.   | Dlp.   |
| --------------- | --------------- | ---------------- | ---------- | ---------- | ----- | ----- | ------- | ------- | ------ | ------ |
| 1955/56         | Helmond         | Eerste klasse B  | ??         | 4          | —     | —     | —       | —       | ??     | 4      |
| 1956/57         | Helmond         | Eerste divisie B | ??         | 3          | ?     | 0     | —       | —       | ??     | 3      |
| 1957/58         | Helmond         | Eerste divisie B | ??         | 0          | ?     | 0     | —       | —       | ??     | 0      |
| 1958/59         | Helmond         | Eerste divisie A | ??         | 1          | —     | —     | —       | —       | ??     | 1      |
| 1959/60         | Helmond         | Eerste divisie A | ??         | 0          | —     | —     | —       | —       | ??     | 0      |
| 1960/61         | Helmond         | Eerste divisie B | ??         | 3          | ?     | 0     | ?       | 0       | 16     | 4      |
| Carrière totaal | Carrière totaal | Carrière totaal  | ??         | 12         | ??    | 0     | ??      | 0       | ??     | 12     |

## Trainersloopbaan
Na afloop van zijn spelersloopbaan nam Nicholson samen met Piet Möhlmann het trainerschap op zich van Helmond. Later was hij nog trainer van Rood-Wit '62 en jeugdtrainer bij RKSV MULO.
In 2006 overleed hij op 82-jarige leeftijd in zijn woonplaats Helmond.